# Pyramide 2
Albums de Werenoi
Pyramide
(2024) Diamant noir
(2025)
Pyramide 2 est le troisième album de Werenoi sorti le 18 octobre 2024. Il est la réédition de son précédent album Pyramide

## Genèse de l'album
Le 1er octobre 2024, le rappeur a publié 5 exclusivités en tant que premiers extraits sur son canal Telegram. L'album est annoncé le 10 octobre sur sa chaine YouTube.
Dans cet album, sont trouvables plusieurs collaborations avec PLK sur En pétard, artiste avec qui il avait déjà collaboré dans son album Carré, sur le titre Escorte, et avec Gazo dans La Famine, une collaboration longtemps attendue,.

## Liste des pistes
| 1.  | Alpha                 | Triple M                    | 3:18 |
| 2.  | Vermine               | Baille Broliker             | 3:07 |
| 3.  | La Famine (avec Gazo) | Feezy                       | 3:10 |
| 4.  | C63                   | Barbe noire, Nafaz, Bumble  | 3:29 |
| 5.  | En pétard (avec PLK)  | DJ Bellek, Skillano         | 2:45 |
| 6.  | Moteur brûlant        | Barbe noire                 | 2:43 |
| 7.  | Pétunias              | RJacks Prodz, Masta, Keybee | 3:31 |
| 8.  | Emelyne               | Jersey, Camaya              | 2:59 |
| 9.  | Malus                 | 2K, Gancho                  | 2:44 |
| 10. | L'or et la pierre     | Barbe noire                 | 3:32 |
| 11. | Balkans               | Noxious                     | 2:43 |
| 12. | 5 étoiles             | Sinay, CS Production        | 2:10 |
| 13. | 6 étoiles             | Baille Broliker             | 2:59 |
| 14. | Oméga                 | Triple M                    | 2:25 |

## Titres certifiés en France
- Pétunias  Diamant[5]
- C63  Or[6]
- La Famine (Feat. Gazo)  Or[7]

## Accueil commercial
Sur la première semaine, l'album a cumulé près de 30 mille ventes.

## Classements
| Classement (2024)            | Meilleure position |
| ---------------------------- | ------------------ |
| Belgique (Wallonie Ultratop) | 2                  |
| Belgique (Flandre Ultratop)  | 2                  |
| France (SNEP)                | 1                  |
| Suisse (Schweizer Hitparade) | 2                  |

,,,(Mise en page nécessaire)

### Certifications et ventes
Les ventes cumulatives de Pyramide et Pyramide 2
| Région        | Certification | Ventes/Streams |
| ------------- | ------------- | -------------- |
| France (SNEP) | 3 × Platine   | 300 000        |

## Clips vidéos
- Pétunias[17] : 4 octobre 2024 (Les clips ne sont plus disponibles depuis son décès)